# Cappella della Misericordia (Nizza)
La cappella della Misericordia (Chapelle de la Miséricorde in francese) è un edificio di culto cattolico situato in cours Saleya, nel centro storico della città francese di Nizza. È stata classificata monumento storico il 30 maggio 1921. È sede della confraternita dei penitenti neri.

## Storia
La cappella fu costruita tra il 1747 ed il 1770 su progetto dell'architetto Bernardo Antonio Vittone per i padri teatini. Intitolata a San Gaetano, fu secolarizzata dopo la rivoluzione francese. Nel 1828 venne acquistata dall'arciconfraternita della Misericordia che la ribattezzò con la dedica attuale. Nel 1876 fu oggetto di un importante intervento che arricchì gli interni.
Tra il 2002 ed il 2003 fu oggetto di un restauro volto a consolidare gli interni, mentre tra il 2009 ed il 2011 furono restaurati gli esterni.

## Descrizione
Considerata il massimo esempio d'architettura barocca a Nizza presenta una pianta ogivale, con quattro cappelle laterali disposte su una croce di sant’Andrea affiancata da un coro ogivale e da uno spazio rettangolare dietro l’altare maggiore. 
Nella sacrestia sono custodite due tele aventi per soggetto la Vergine della Misericordia, una cinquecentesca di Ludovico Brea e l'altra quattrocentesca di Jean Mirailhet.